# Anticarsia salea
Anticarsia salea är en fjärilsart som beskrevs av Swinhoe 1919. Anticarsia salea ingår i släktet Anticarsia och familjen nattflyn. Inga underarter finns listade i Catalogue of Life.